# Moja rodzinka
Moja rodzinka (My Family) – brytyjski serial komediowy emitowany przez BBC One w latach 2000–2011, opowiadający o fikcyjnej brytyjskiej rodzinie Harper. W serialu występują Robert Lindsay i Zoë Wanamaker jako Ben i Susan Harper, małżeństwo należące do klasy średniej, mieszkające w okręgu Chiswick w Londynie. Razem z nimi mieszka trójka ich dzieci: Nick, Janey i Michael, których role grają Kris Marshall, Daniela Denby-Ashe i Gabriel Thomson. W późniejszych seriach pojawia się kuzynka Bena Abi (Siobhan Hayes), współpracownik Bena Roger Bailey (Keiron Self) oraz przyjaciel Nicka – Alfie (Rhodri Meilir).
Powstało jedenaście serii serialu. Nie przewiduje się kontynuacji.
Serial emitowany jest na kanale BBC Entertainment i Comedy Central Family, a w przeszłości był pokazywany również na Comedy Central oraz TVP2.

## Obsada
| Aktor               | Rola           | Lata                    |
| ------------------- | -------------- | ----------------------- |
| Robert Lindsay      | Ben Harper     | 2000 - 2011             |
| Zoë Wanamaker       | Susan Harper   | 2000 - 2011             |
| Kris Marshall       | Nick Harper    | 2000 - 2005             |
| Daniela Denby-Ashe  | Janey Harper   | 2000 - 2002; 2004 -2011 |
| Gabriel Thomson     | Michael Harper | 2000 - 2011             |
| Siobhan Hayes       | Abi Harper     | 2002 - 2008             |
| Keiron Self         | Roger Bailey   | 2002 - 2011             |
| Rhodri Meilir       | Alfie Butts    | 2005 - 2009             |
| Daisy Donovan       | Brigitte       | 2000                    |
| Rosemary Leach      | Grace Riggs    | 2003 - 2007             |
| Thomas i Noah Davis | Kenzo Harper   | 2004                    |
| Tayler Marshall     | Kenzo Harper   | 2006 - 2011             |

## Fabuła
Moja rodzinka opowiada o życiu Harperów, fikcyjnej angielskiej rodziny mieszkającej w Chiswick w Londynie. Ben, pracujący jako dentysta, oraz Susan, pilot wycieczek po Londynie oraz pracownik galerii sztuki, mają troje dzieci: Nicka, Janey oraz Michaela. W trzeciej serii w domu Harperów pojawia się kuzynka Bena – Abi Harper oraz pracujący razem z Benem Roger Bailey zauroczony kuzynką współpracownika.

## Bohaterowie
- Ben Harper – głowa rodziny, pracuje jako dentysta
- Susan Harper – żona Bena, pracuje jako przewodnik turystyczny
- Nick Harper – najstarszy syn Bena i Susan
- Janey Harper – córka Bena i Susan
- Michael Harper – młodszy, nastoletni syn Bena i Susan
- Brigitte – pomocnica Bena w 1. serii serialu
- Abi Harper – kuzynka Bena, mieszkająca razem z rodziną Harperów od 3. serii
- Roger Bailey – dentysta, współpracownik Bena, zakochany w Abi
- Alfie Butts – Walijczyk, przyjaciel Nicka, zamieszkał w domu Harperów w 6. serii
- Grace Riggs – mama Susan
- Kenzo Harper – syn Janey